# Рейна Мерседес (крейсер)
Крейсер  «Рейна Мерседес»  — корабль серии испанских безбронных крейсеров типа «Рейна Кристина»
(или типа «Альфонс XII»).
Заложена в Картахене на верфи местного адмиралтейства в августе 1881 г. Спущена на воду в сентябре 1887 г. Окончательно укомплектована в 1894 г., но начала службу раньше этого времени. Так в 1890 г. «Рейна Мерседес» участвовала на морском параде в Бильбао в честь спуска на воду броненосного крейсера «Инфанта Мария Тереза». В 1893 г. включена в состав Учебного отряда. В том же году направлена для поддержки испанских войск, действовавших в Марокко. В 1895 г. переведена в Сантьяго-де-Куба, участвовала в морской блокаде кубинских повстанцев.
Во время испано-американской войне «Рейна Мерседес» действовала совместно с прибывшей в Сантьяго 19 мая 1898 г. крейсерской эскадрой адмирала П. Серверы (4 броненосных крейсера и 2 эсминца). Будучи слабейшим боевым кораблем эскадры, «Рейна Мерседес», тем не менее, сыграла ведущую роль в обороне порта. Из шести 6,3-дюймовых орудий «Рейны Мерседес» четыре были переданы на береговые батареи. На крейсере осталось лишь два орудия на полубаке. Он занял оборонительную позицию у входа в гавань, впереди других испанских кораблей. В ночь на 3 июня своим огнём «Рейна Мерседес» потопила американский пароход-брандер «Мерримак», прежде чем он успел встать для заграждения фарватера. 6 июня во время бомбардировки Сантьяго блокирующим американским флотом «Рейна Мерседес» одна обменивалась огнём со всей броненосной эскадрой адмирала Семплера. В ходе боя крейсер был поражен 30 снарядами, получил серьёзные повреждения, на нём вспыхнул сильный пожар, 6 человек экипажа были убиты и 13 ранены, однако корабль удалось спасти, отведя вглубь бухты. Позднее он поддерживал огнём испанские войска, оборонявшие подступы к городу от высадившихся американских войск.

«Рейна Мерседес» не участвовала в попытке прорыва эскадры Серверы, приведшей к сражению при Сантьяго 3 июля 1898 г.. в котором были потеряны все испанские корабли. Сразу после сражения испанцы решили затопить последний оставшийся у них крейсер у входа в гавань Сантьяго, чтобы преградить туда путь американским кораблям. 

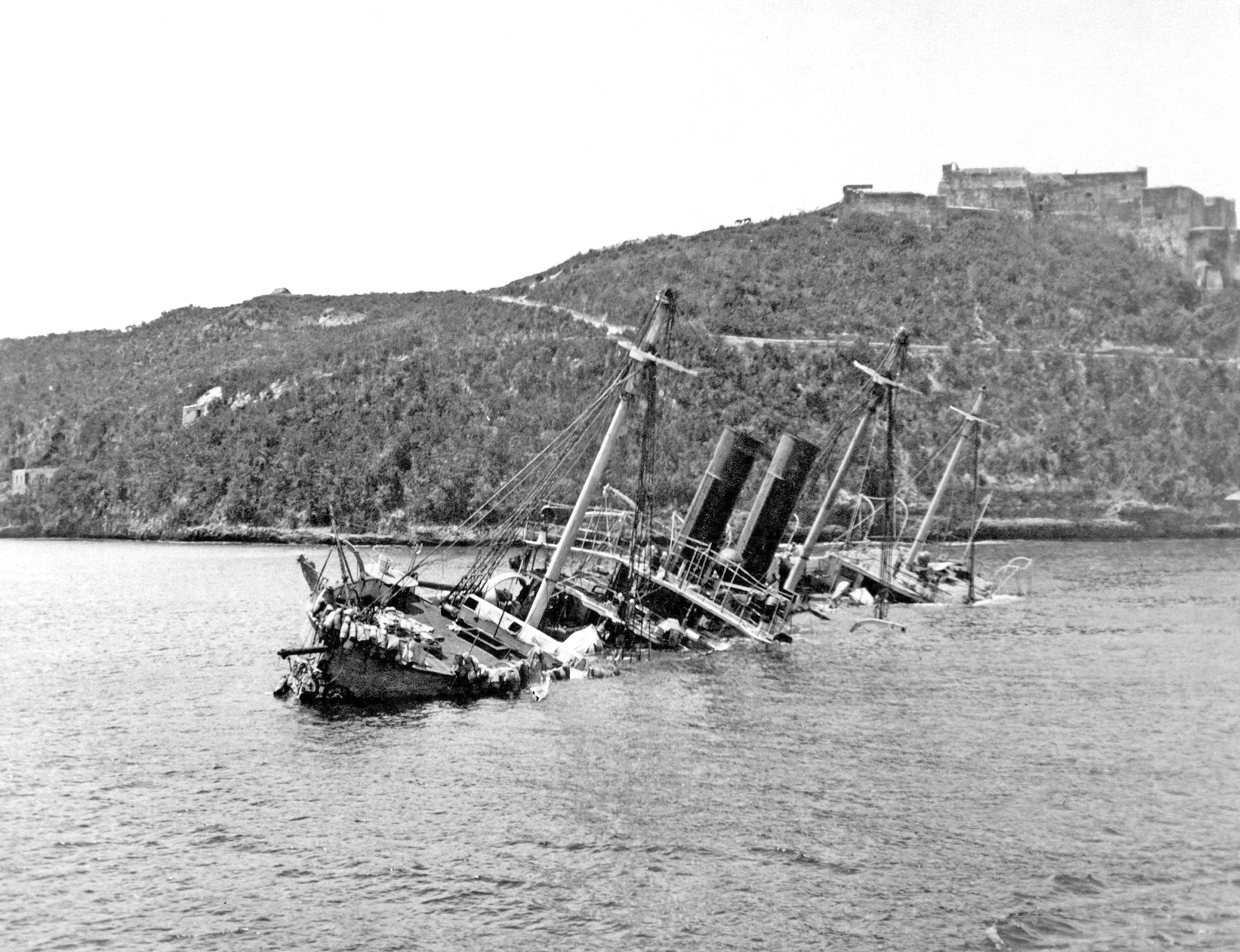
Затонувшая «Рейна Мерседес»

В ночь на 4 июля «Рейна Мерседес» вышла в нужное место. Американские броненосцы «Техас» и «Массачусетс» осветили испанский крейсер прожекторами и открыли по нему огонь. Под обстрелом команда установила «Рейну Мерседес» на якорях поперек фарватера и, открыв кингстоны, покинула корабль. Однако один из американских снарядов перебил якорную цепь, и тонущую «Рейну Мерседес» течением отнесло в сторону от прохода. Её орудия на берегу продолжали вести огонь по американцам до сдачи Сантьяго 17 июля.

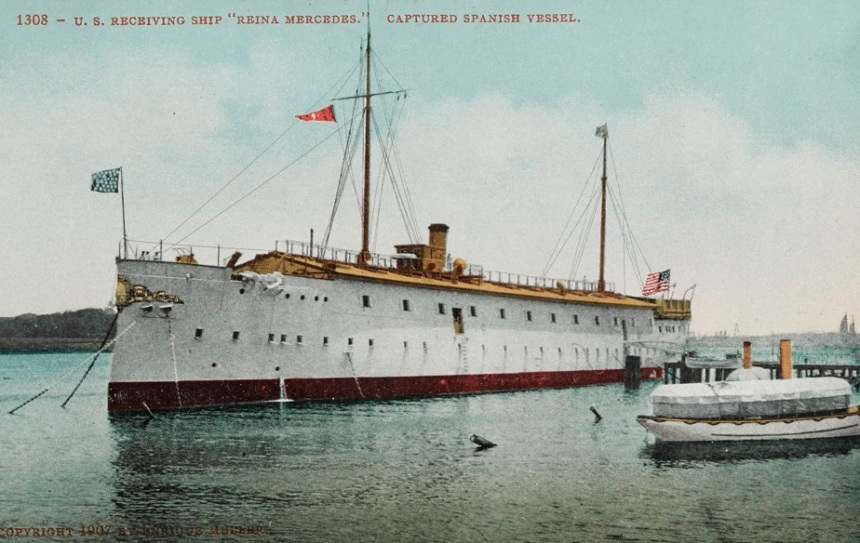
Американский блокшив на базе «Рейны Мерседес»

Бывшая «Рейна Мерседес» стала единственным американским трофеем в Сантьяго-де-Куба. В 1899 г. бывший испанский крейсер был поднят и отбуксирован для ремонта в Норфолк, а затем в Портсмут. Перестройка продолжалась до 1905 г. Корабль был превращен в плавучий склад. В 1912 г. вновь переделан и переведен в Аннаполис, на корабле были размещены казармы для гардемаринов. С 1920 г. носил номер IX-25 как неклассифицируемое вспомогательное судно. С 1940 судно использовалось как офицерское общежитие. В 1957 г. исключен из списков флота и разобран .